# Naken med Stina Wollter
Naken med Stina Wollter är ett svenskt intervjuprogram från 2024 vars första säsong skulle ha bestått av sex avsnitt. Programledare och intervjuare är Stina Wollter. I serien träffar och samtalar Wollter med kändisar kring deras relationen till sina kroppar. Samtidigt målar hon av dem nakna. Serien hade en planerad premiär på SVT Play den 13 november 2024.

## Medverkande
- Stina Wollter
- Molly Hammar

## Kontrovers
Redan före premiären riktades kritik mot SVT. Den gällde inte så mycket programmet i sig och dess innehåll utan att Wollter hade fått ett programledaruppdrag. Hon hade i samband med Hamas attack mot Israel i oktober 2023 uttalat sig på ett sätt som enligt kritikerna kunde uppfattas som antisemitiskt och inte tydligt tagit avstånd från uttalandet. Sverigedemokraternas kulturpolitiska talesperson Alexander Christiansson kommenterade enligt följande: "Att SVT ger Stina Wollter en plattform trots hennes antisemitiska uttalanden är under all kritik."
Den 25 oktober 2024 meddelade SVT:s programchef Eva Beckman att programmets premiär skjuts fram på obestämd tid.”